# Parasynegia convergens
Parasynegia convergens är en fjärilsart som beskrevs av W. Warren 1897. Parasynegia convergens ingår i släktet Parasynegia och familjen mätare. Inga underarter finns listade i Catalogue of Life.